# Diocesi di Tamazuca
La diocesi di Tamazuca (in latino: Dioecesis Tamazucensis) è una sede soppressa e sede titolare della Chiesa cattolica.

## Storia
Tamazuca, forse identificabile con le rovine di Grimidi nell'odierna Algeria, è un'antica sede episcopale della provincia romana della Mauritania Cesariense.
Unico vescovo che si può attribuire con certezza a questa diocesi africana è Lucio, il cui nome appare al 120º posto nella lista dei vescovi della Mauritania Cesariense convocati a Cartagine dal re vandalo Unerico nel 484; Lucio, come tutti gli altri vescovi cattolici africani, fu condannato all'esilio.
Morcelli attribuisce a questa sede anche il donatista Dacianus Tamicensis, che prese parte alla conferenza di Cartagine del 411. Tuttavia questa ipotesi di Morcelli è smentita dagli altri autori, che identificano invece questo vescovo con il Dacianus Camicetensis che partecipò al concilio di Cabarsussi, celebrato il 24 giugno 393 dai massimianisti, setta dissidente dei donatisti. Infatti è inammissibile che un vescovo della Mauritania Cesariense abbia preso parte ad una riunione in Bizacena tra vescovi che appartenevano tutti a quest'ultima regione.
Dal 1933 Tamazuca è annoverata tra le sedi vescovili titolari della Chiesa cattolica; dal 15 febbraio 2024 il vescovo titolare è Subroto Boniface Gomes, vescovo ausiliare di Dacca.

## Cronotassi

### Vescovi residenti
- Daciano ? † (menzionato nel 411) (vescovo donatista)

- Lucio † (menzionato nel 484)

### Vescovi titolari
- John Bernard McDowell † (19 luglio 1966 - 25 febbraio 2010 deceduto)
- Peter Chung Soon-taek, O.C.D. (30 dicembre 2013 - 28 ottobre 2021 nominato arcivescovo di Seul)
- Subroto Boniface Gomes, dal 15 febbraio 2024